# Ferrier antique de Tannerre-en-Puisaye
Le ferrier antique de Tannerre-en-Puisaye est un lieu où sont amassés des résidus d'extraction du fer, datant des époques gauloise puis gallo-romaine. C'est l'un des deux plus grands ferriers de France. Il est situé à Tannerre-en-Puisaye, dans le département de l'Yonne, en France. L'exploitation industrielle du site a cessé lors de son classement comme monument historique en 1982.

## Localisation
Le grand ferrier de Tannerre est situé en Bourgogne, dans le département de l'Yonne, sur la commune de Tannerre-en-Puisaye, dans et autour du bois de la Garenne, immédiatement au nord du bourg.
Les deux tiers de la surface totale du ferrier sont dans ce bois et dans les parcelles boisées qui le jouxtent au nord. Le tiers restant s'étend sur les terres cultivées et en zone habitée.
Noter que ce n'est pas le seul ferrier de la commune, qui a sa bonne part des 2 250 ferriers répertoriés en Puisaye en 2008.
D'autres grands ferriers de la Puisaye sont à  Aillant-sur-Tholon, Saint-Amand-en-Puisaye, Saint-Fargeau, Fontaines, Dracy, Mézilles et bien d'autres endroits.

## Description

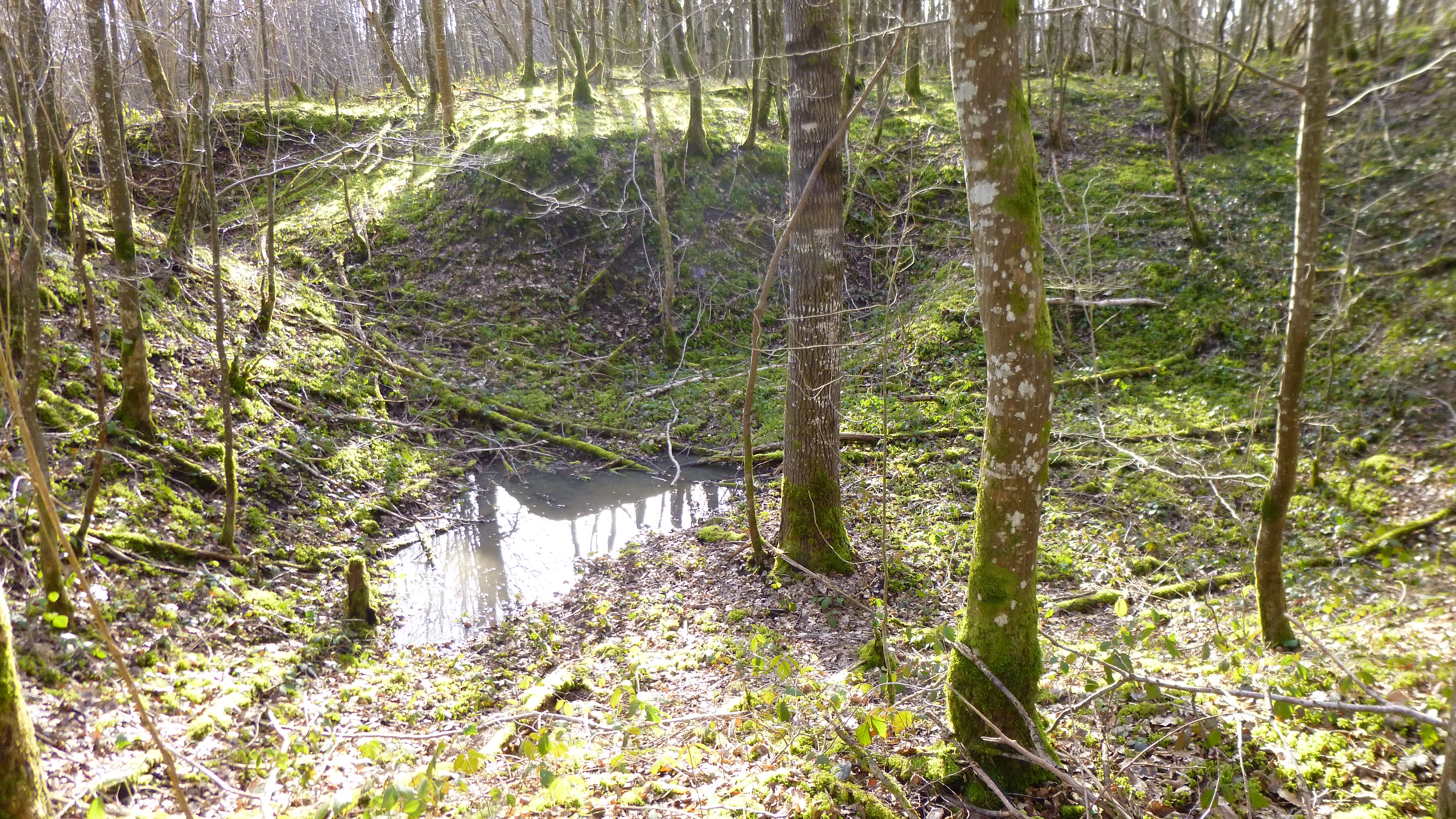
Trou de mine rempli d'eau, parmi les buttes de scories.

Ces vestiges d'exploitation sidérurgique antique et récente ont modelé le terrain tout en creux et en bosses : beaucoup de trous d'extraction de minerai, beaucoup de tas de scories de toutes tailles allant de petits monticules dispersés à des buttes de 15 m de hauteur. Le tout s'étend sur une surface de 30 ha. C'est le plus grand ferrier de Puisaye, suivi par Villiers-Saint-Benoît, Dracy, Toucy et plusieurs autres, le plus grand de France avec celui des Martys (Aude), et l'un des plus grands d'Europe.
De cette surface, 15,2 ha sont propriété de la commune et sont classés monument historique depuis 1982.
Il est situé au milieu d'un bois d'environ 75 ha, probablement beaucoup plus grand à l'origine car l'extraction du fer exigeait de grandes quantités de charbon. Elle exige également beaucoup d'eau pour le lavage du minerai, et le Branlin passe au pied du coteau. Il faut également le concasser, ce qui était fait dans des moulins appropriés. Enfin il fallait de l'air pour activer les fourneaux, et le site est en haut d'une colline, en plein vent.
Le minerai est d'abord ramassé à ciel ouvert ; lorsqu'il s'épuise en surface, des fosses sont creusées – jusqu'à 2 m de profondeur ;
il en reste de nombreux exemples dans le ferrier et autour, généralement en partie comblés et souvent emplis d'eau. Plus tard, sont creusés des puits plus profonds et des galeries étayées.

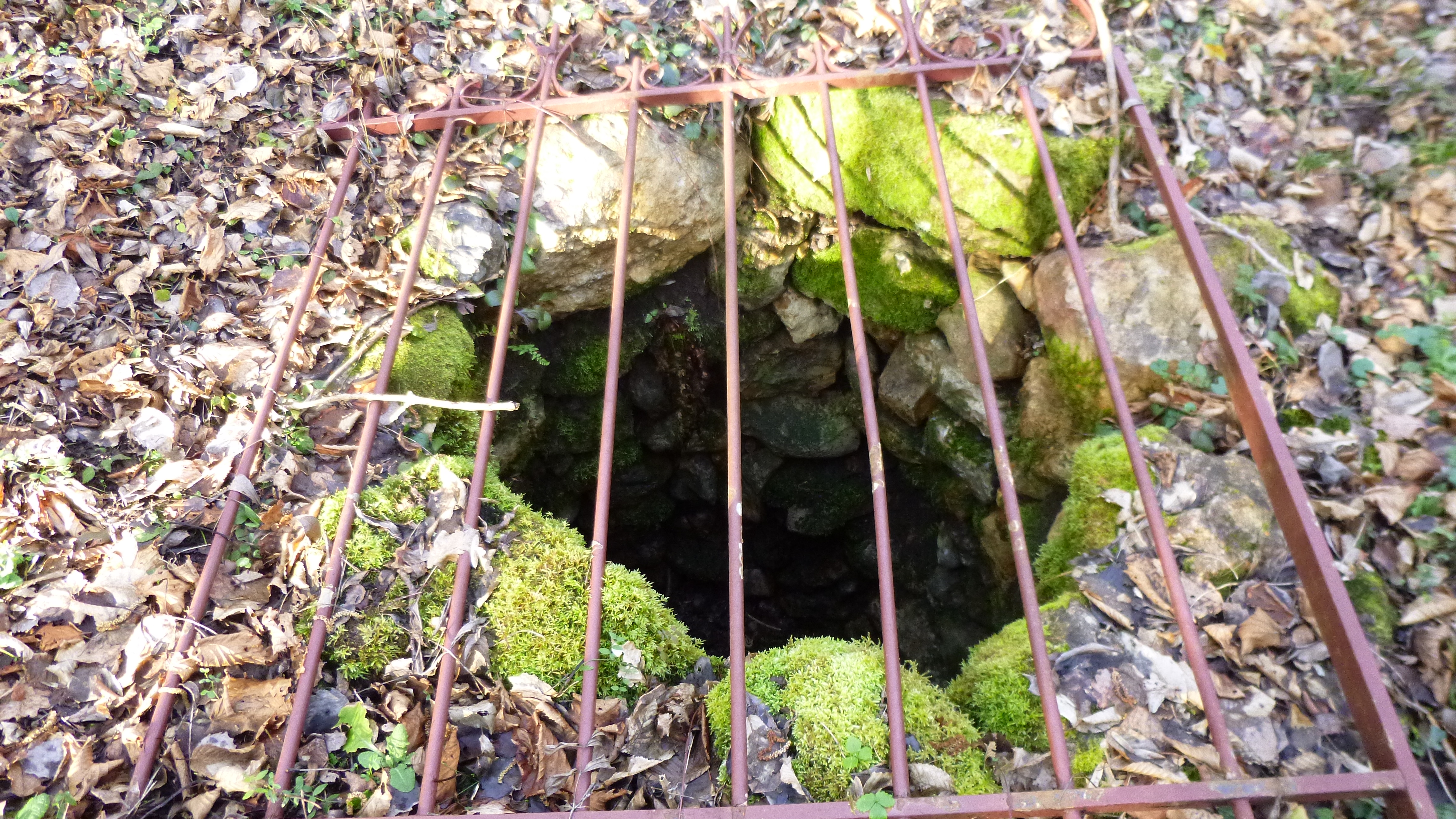
Puits gallo-romain.

Trois puits gallo-romains ont été découverts, de 1,20 mètre de largeur et avec un débit de 2 m3/h. L'un était profond de 6 à 8 mètres, les deux autres de 7 à 9 m  (maintenant comblés). L'un des deux plus profonds était dans la zone de la Motte Champlay, l'autre vers l'extrémité de l’ancienne voie de chemin de fer.
Les minerais les plus utilisés à Tannerre étaient l'hématite rouge (teneur en fer de 70 %) et la limonite, une hématite hydroxydée (teneur en fer de 60 %). La marcassite ou sulfure de fer y était rarement utilisée.

## Histoire

### Antiquité et Moyen Âge
Le ferrier de Tannerre, et l'extraction du fer dans la région, a connu une période d'activité intense depuis avant la période gallo-romaine et jusqu'au Moyen Âge,. Le fer était produit dans des bas-fourneaux d'argile (à ventilation naturelle ou à ventilation par soufflet) par le procédé dit de « réduction directe », et épuré en forge sur place. Le peuple vivant là était les Sénons. Nous sommes à moins de 40 km (à vol d'oiseau) de la Loire et des Bituriges Cubes, à qui l'on attribue la découverte de l'étamage et qui étaient de la meilleure réputation quant à leur travail des métaux généralement et du fer en particulier,. Les plus anciens bas-fourneaux étudiés en France, des fours à  scories piégées de faible production, sont dans le Sénonais et remonteraient au VIIe siècle av. J.-C. Ils sont très nombreux dans le Sud de la Puisaye, allant en diminuant vers le nord de la région. Vers la fin de la Tène, tous les sites d'exploitation importants de Puisaye semblent avoir accru leur taille et raffiné leur équipement.

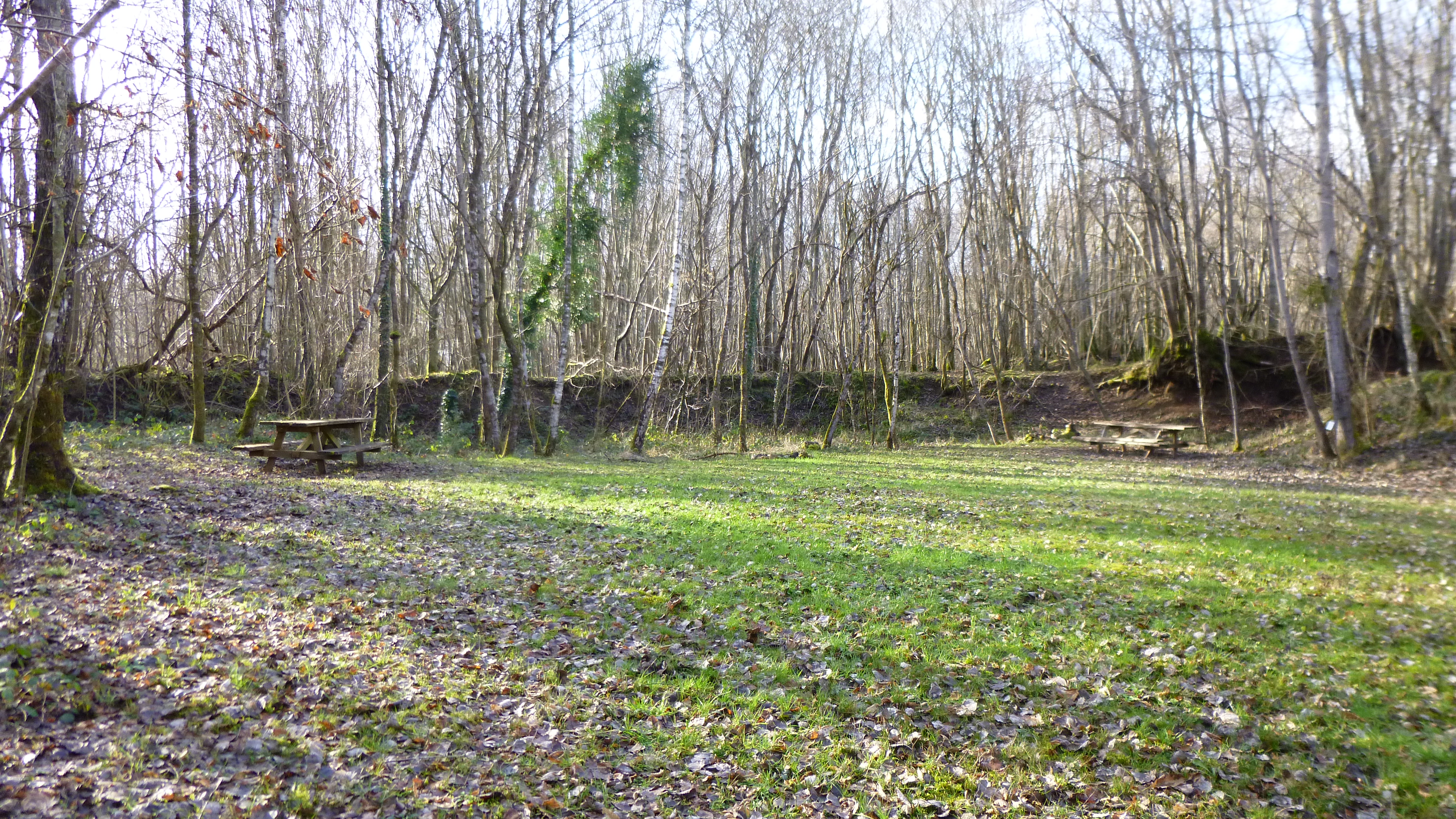
Emplacement de la Motte-Champlay.

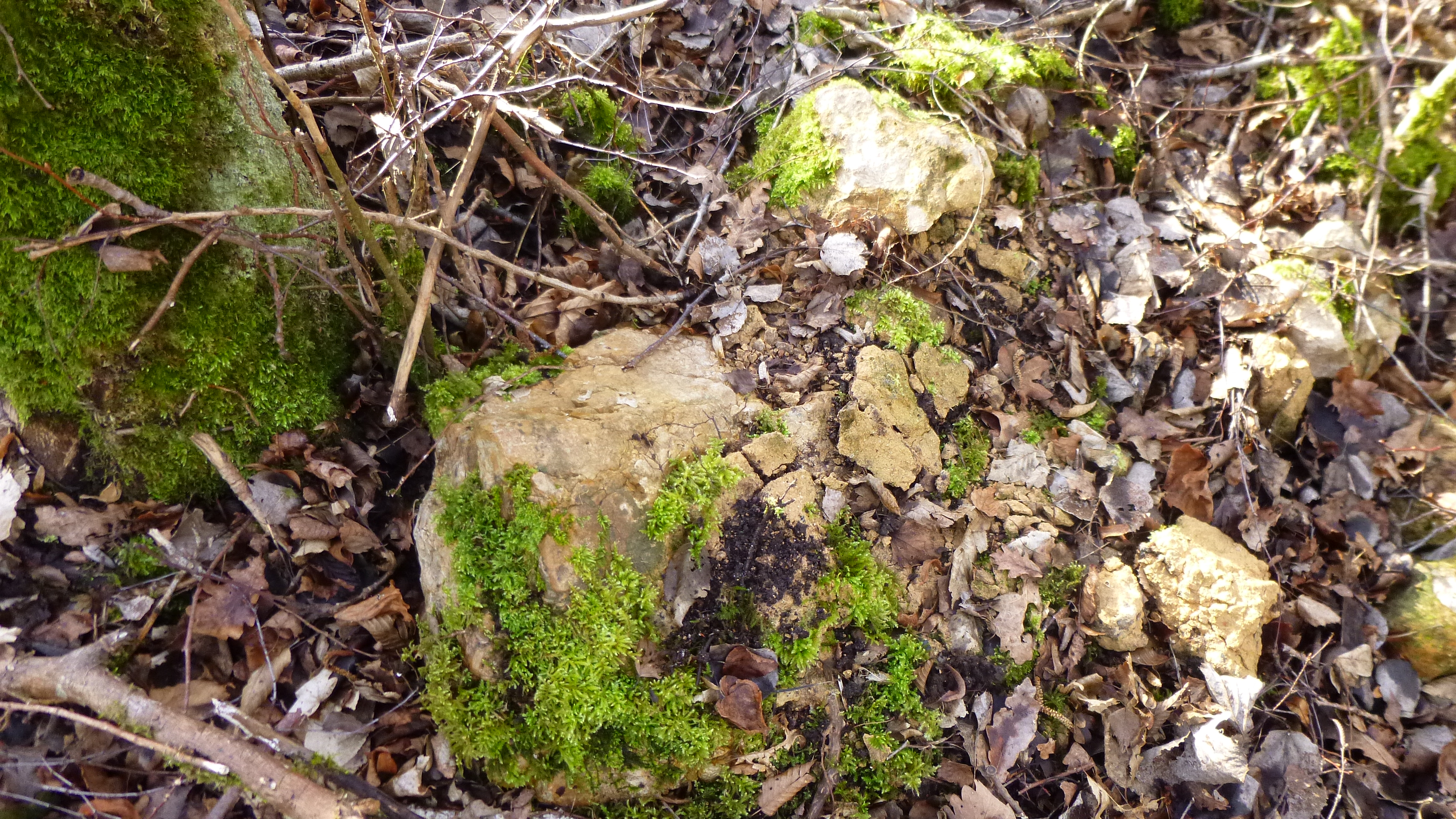
Blocs de calcaire et mortier provenant de la Motte-Champlay.

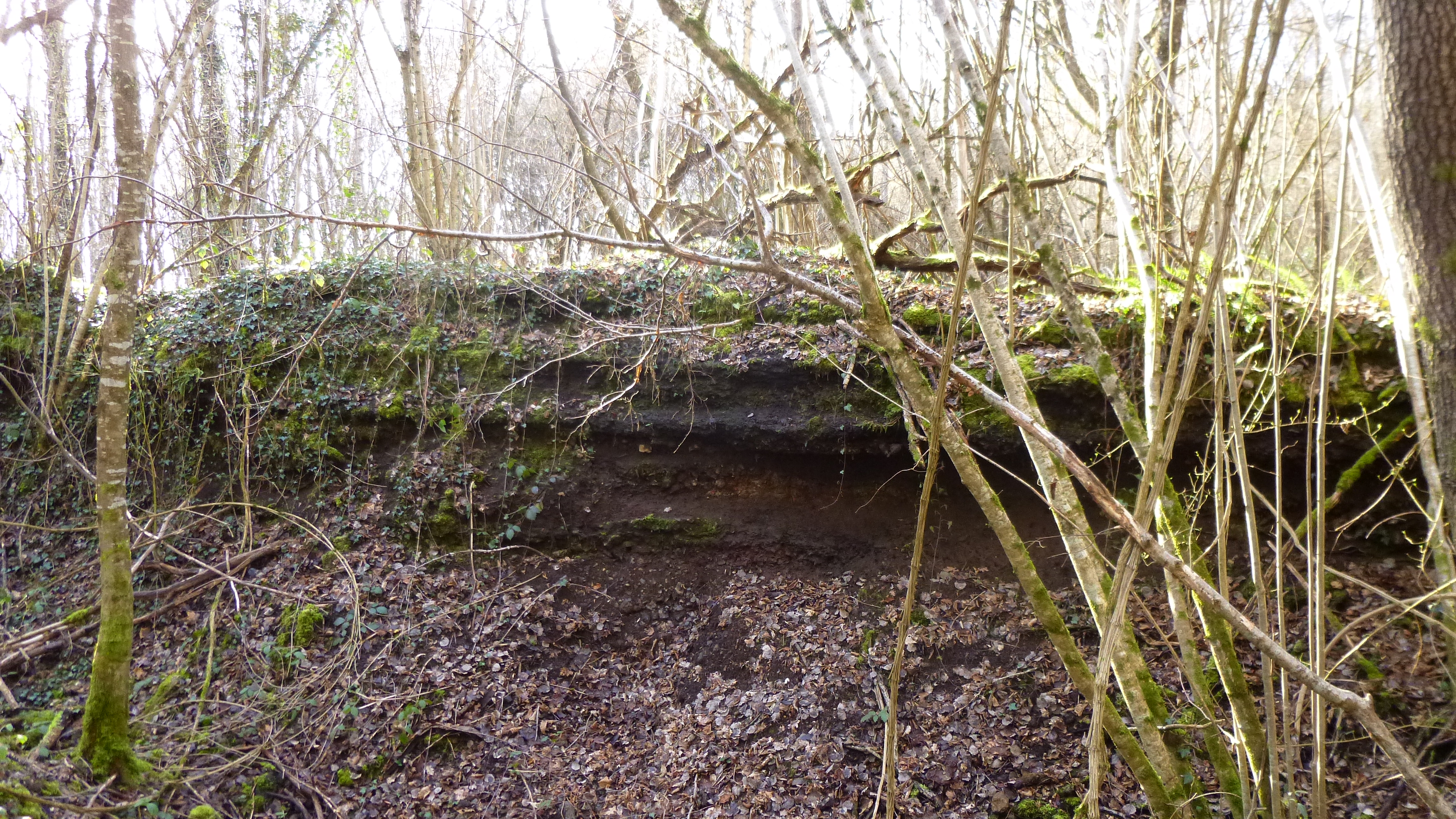
Butte de scories, couches révélées.

Déjà largement présente du temps des Celtes (en Gaule l'âge du fer débute vers 800 à 700 av. J.-C.), l'activité s'accroît avec les romains qui mettent la main sur les ressources des territoires conquis. Ils font construire de très gros ateliers, sans pour autant que la production privée réduise notablement. Les moyens et techniques qu'ils mettent en œuvre fournissent des « scories à laitier » de même qualité que celles d'un haut-fourneau moderne. La production des 300 ans de cette période romaine est estimée à 80 % de la production totale, toutes époques confondues. Ceci veut dire qu'en 300 apr. J.-C., le ferrier occupait déjà plus ou moins autant de surface qu'actuellement. Un village gallo-romain était certainement construit à flanc de colline.
Haut Moyen Âge
Les romains partis, cette activité décroît notablement dans la région. Durant le haut Moyen Âge, de petits ferriers subsistent dans les alentours de Saint-Fargeau jusqu'à Lavau, et au nord de Villiers-Saint-Benoît. Mais les archives mentionnent beaucoup plus souvent des activités de forge plutôt que de production de fer. Cette décroissance perdure jusqu'à la quasi extinction de cette activité vers la fin du haut Moyen Âge, laissant derrière elle comme seuls témoins visibles des buttes de scories, les ferriers, qui à Tannerre atteignaient au moins 15 m de haut et y sont regroupées principalement dans la moitié nord du ferrier.
Moyen Âge central
Vers le Xe siècle une zone dans l'ouest du site est nivelée et un château-fort construit là, qui garde le chemin vers Paris. C'est la Motte Champlay. Elle est prise en 1359 par l'anglais Robert Knolles, au service de Charles II de Navarre lors de la tentative de prise du pouvoir de ce dernier en 1358. Knolles laisse à Champlay, qui permet de piller les voyageurs vers Paris, son lieutenant Dauquin de Halton. Selon un accord entre Knolles et le connétable Robert de Fienne, la motte est rasée par les troupes anglo-navarraises, de même que le village (qui ne faisait probablement pas partie de l'entente agréée) et le fort du bas, lors de leur départ de la Puisaye après le traité de Brétigny en 1360. Tannerre s'éteint pendant plus de deux siècles, et ne recouvre pas son intense activité passée. La motte Champlay ne sera pas reconstruite. De gros blocs maçonnés en ont été trouvés en 2009 lors de relevés de terrain.

### Temps modernes

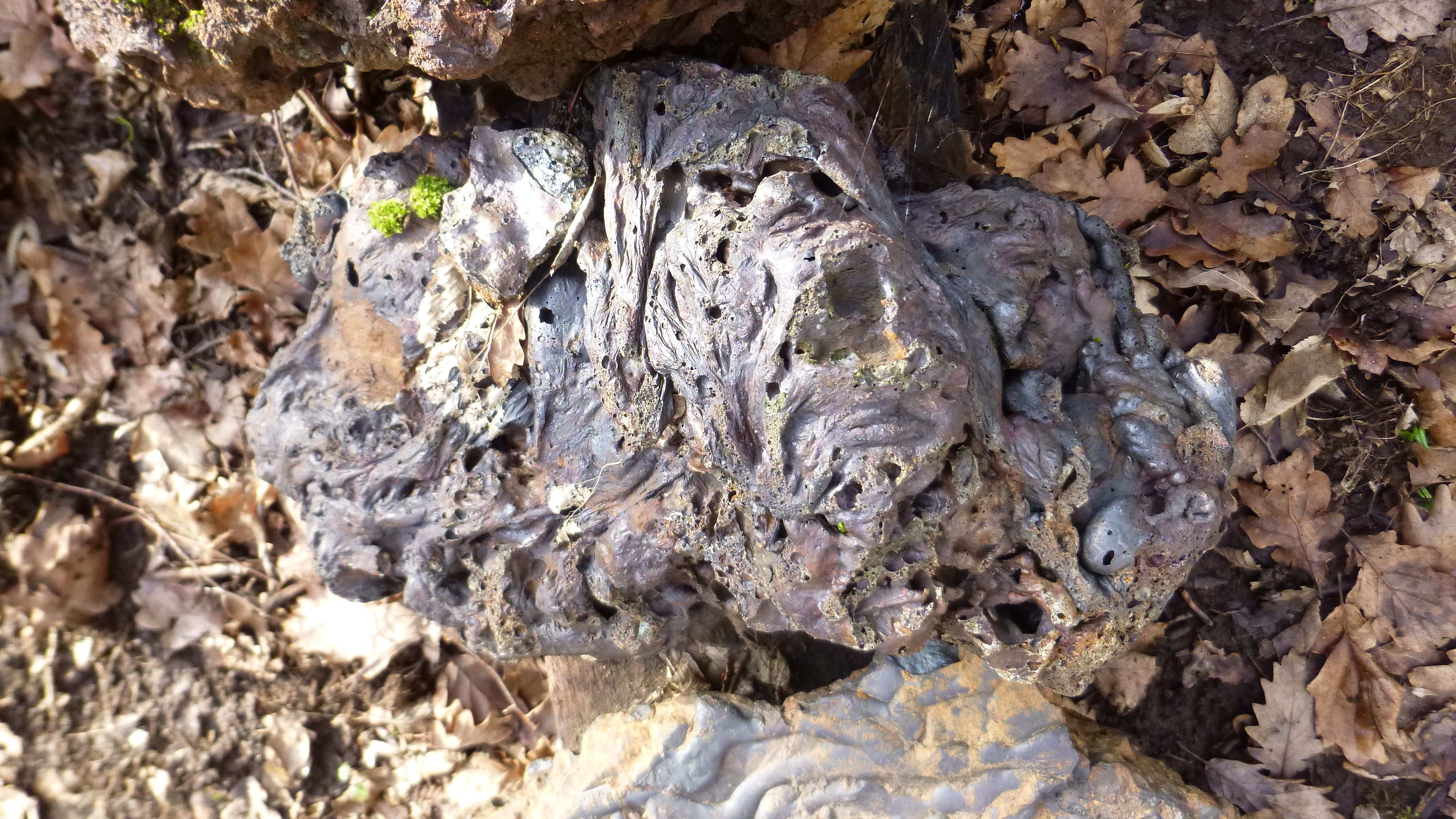
Scories, bloc produit sur place.

Les scories ont de tous temps été occasionnellement réemployées pour réparer et « ferrer » des chemins et autres surfaces carrossables. Mais les prélèvements dans ce sens sur les ferriers antiques restaient très limités.
De 1900 à 1982, les buttes de ferriers ont été exploitées de façon industrielle, systématisant l'utilisation (déjà commencée au XIXe siècle) des scories pour empierrer les routes et constituer le ballast des voies ferrées.
Par ailleurs, les déchets encore riches en métaux étaient envoyés aux hauts-fourneaux de Lorraine (entre autres ceux d'Homécourt) pour en extraire le fer et le manganèse restants. En effet, les scories puyaudines étaient plus riches en fer que le minerai lorrain dont la teneur moyenne en fer était à l'époque d'environ 30 %. Elles étaient donc utilisées en complément de la charge normale : on « enrichissait la charge ».
Par ailleurs, les scories de Tannerre contenaient de la silice, qui dans les hauts fourneaux correspond au « fondant » dans les bas-fourneaux : elle permet d'abaisser la température à laquelle la charge fond, ce qui facilitait la tâche des hauts-fourneaux et rétablissait leur bon fonctionnement.
À cette époque, un réseau complet de chemin de fer était en place dans le ferrier, avec aiguillages, plaques tournantes, dérailleuses, atelier et puits. Les ouvriers s'étaient bien sûr construit des logements au plus près, sur le site même, avec cantine.
La première guerre mondiale stoppe les activités, qui reprennent en 1916 avec l'arrivée d'ouvriers réfugiés belges et italiens. La guerre finie, ce sont des Serbes qui y travaillent. Avec la fin de la deuxième guerre mondiale, arrivent les gros engins de terrassement, notamment pelles mécaniques et excavatrices. L'utilisation de ces engins accélérant la disparition du ferrier de Tannerre, il est classé monument historique en 1982. Toute exploitation cesse dès lors, laissant aux futurs chercheurs un vaste terrain d'investigation qui, selon Henri de Raincourt le ministre venu à l'inauguration en septembre 2009, rappelle Verdun ou la ligne Maginot par ses bouleversements.

## Valorisation du site

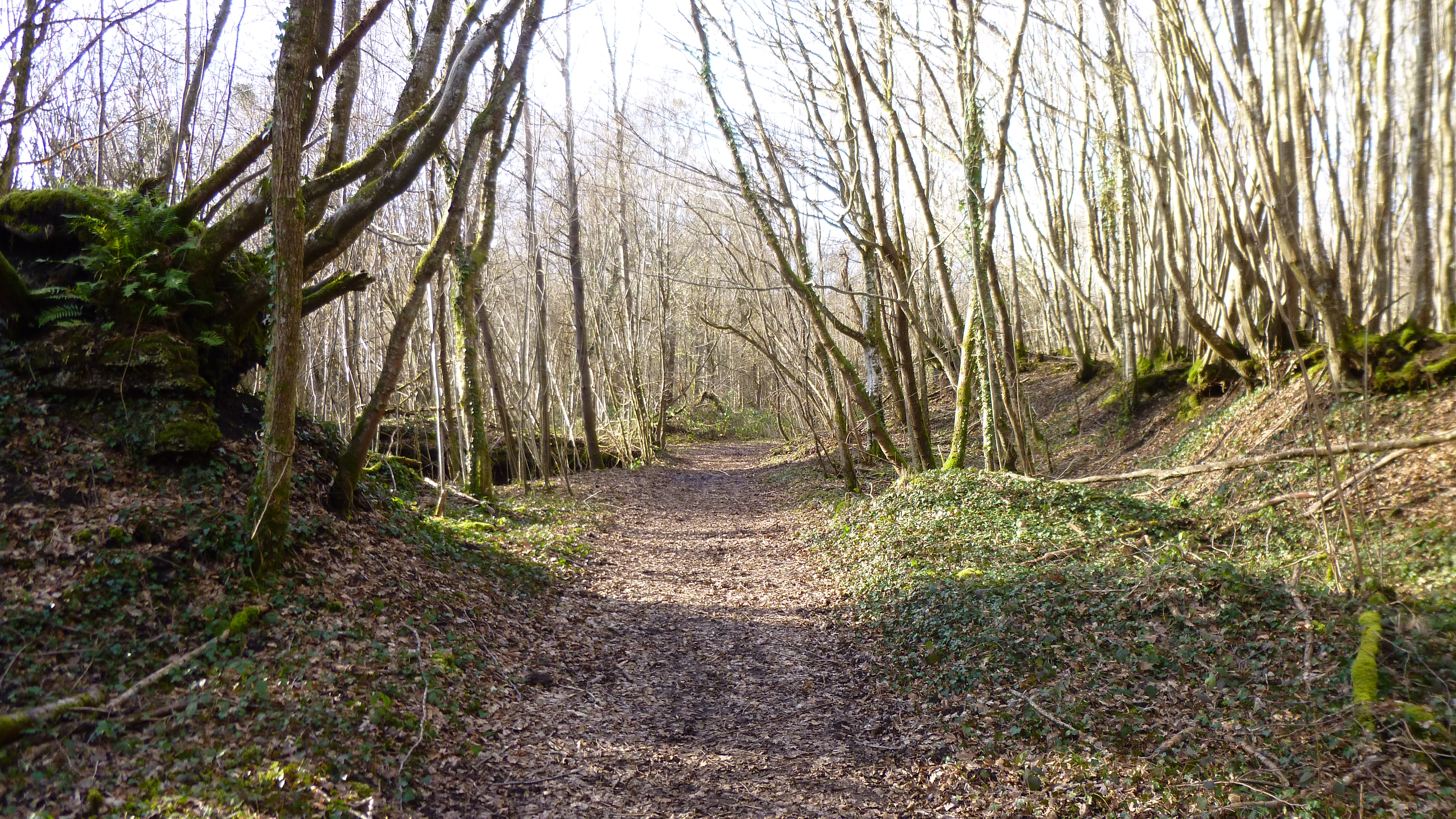
Un chemin accueillant entre buttes de scories et tranchées.

Après 20 ans d'abandon du terrain, l'association du ferrier de Tannerre, créée en 2008, a réalisé un travail d'aménagement considérable pour faire connaître le site – qu'il a d'abord fallu nettoyer des décharges abusives, débroussailler, et dont il a fallu retrouver les sentiers. L'inauguration s'est déroulée le 19 septembre (journée du Patrimoine) 2009.
La communauté de communes a misé sur la création d'un parcours de course d'orientation, objectif facilité de ce que le bois n'est pas un terrain de chasse : il peut donc être laissé en accès libre toute l'année sans danger de ce côté. Le comité de l’Yonne de course d’orientation a fourni son expertise pour le tracé des chemins et la pose de 25 balises et d'un panneau d'accueil. Le parcours peut également s'étendre sur les terres privées entourant la propriété de la commune, sur demande au propriétaire pour des événements ponctuels.
Après deux premières courses en juin 2011 et mars 2012 qui ont permis de tester les pistes, le championnat d'Académie UNSS s'y est déroulé le 17 avril 2012, avec 177 participants qui ont unanimement apprécié le terrain et ont assis la réputation des installations, dont l'accès est libre, gratuit et permanent. Les cartes d'orientation sont vendues au restaurant de Tannerre « Le Coup d'Frein », qui en est le dépositaire officiel.
Parallèlement à ce projet réussi, l'association a créé et mis en place des équipements d'accueil et d'information : portiques aux entrées du site, panneaux d'informations et de découverte aux entrées et aux points significatifs, mise en place de l'infrastructure d'accueil. Le centre du ferrier, emplacement de l'un des forts de la Motte Champlay, a été aménagé en aire de repos avec bancs et tables. Un gros travail de recherches a permis d’identifier la Motte Champlay, le chemin de fer, l'activité du début du siècle, et autres éléments intéressants.

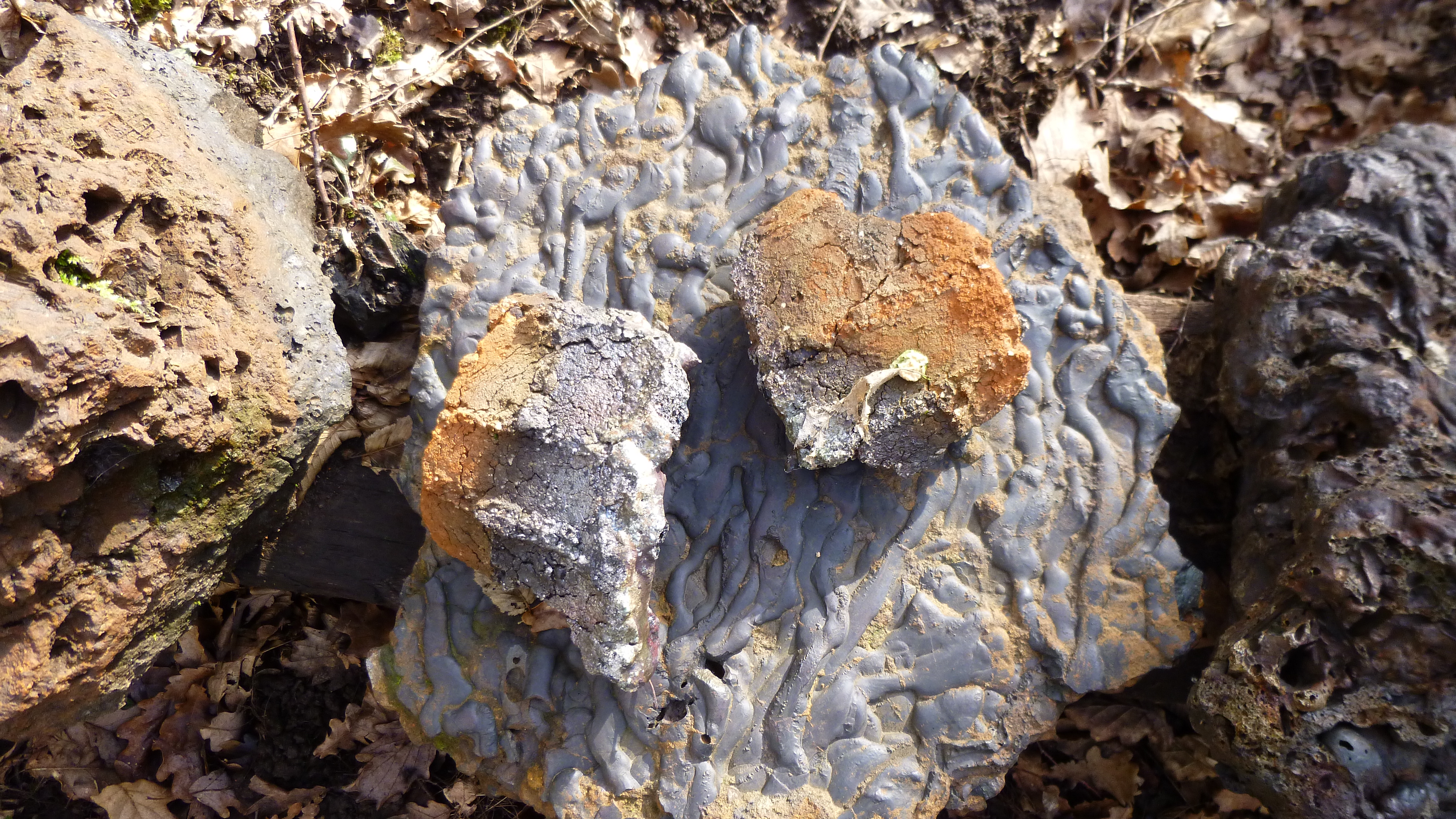
Scories, bloc produit sur place.

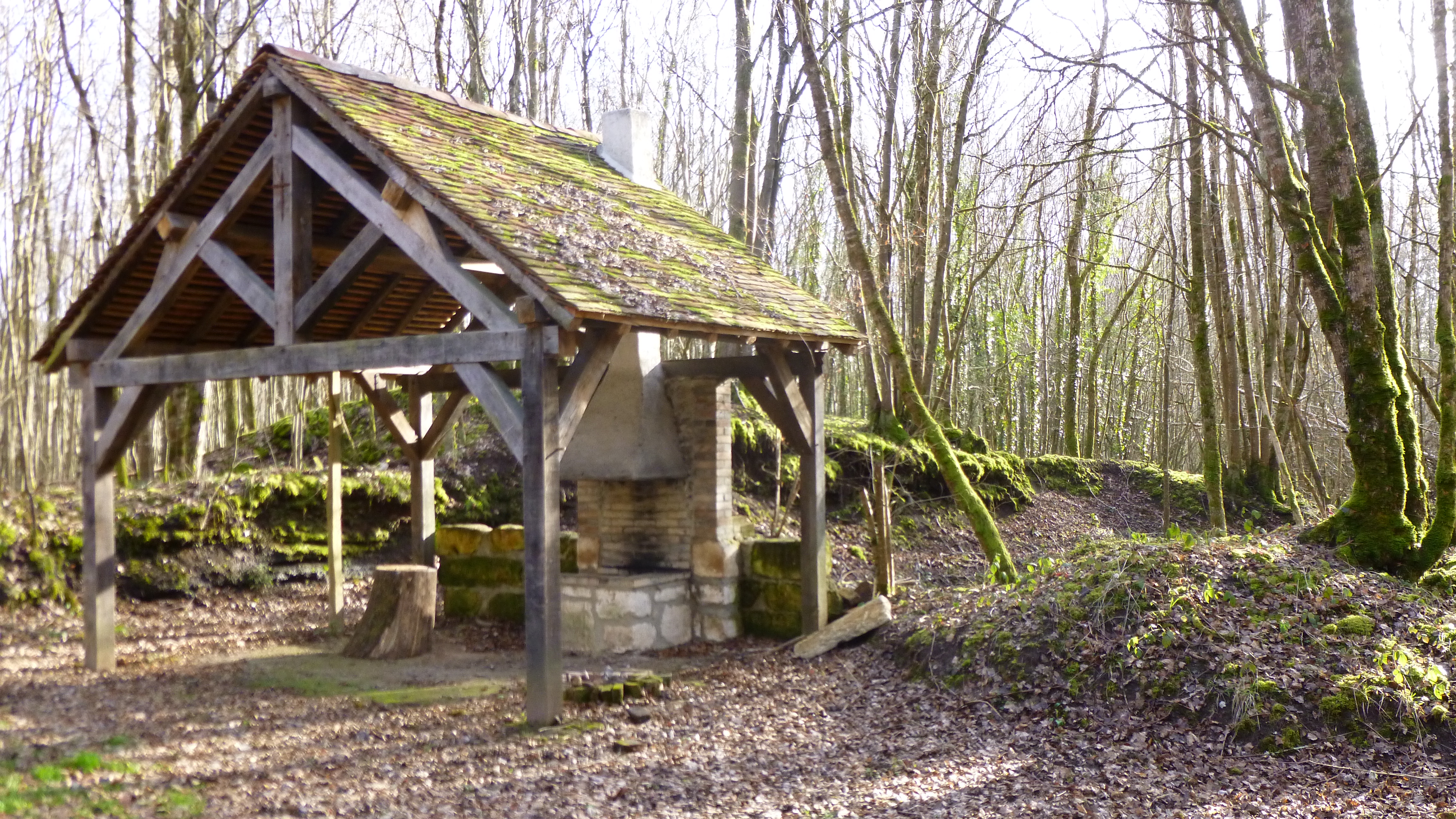
La forge.

Elle a également recréé des postes de travail montrant les différentes étapes de l'extraction et du traitement du minerai dans l'Antiquité et dans les deux derniers siècles. Pour ce faire elle a fabriqué différents outils de travail de l'époque antique, dont un bas-fourneau façon antique et son soufflet, une forge médiévale et un grand soufflet façon XIXe siècle. Le bas-fourneau demande une reconstruction régulière, sa durée de vie n'excédant pas quelques charges. Il fournit une température de 800 à 900 °C.

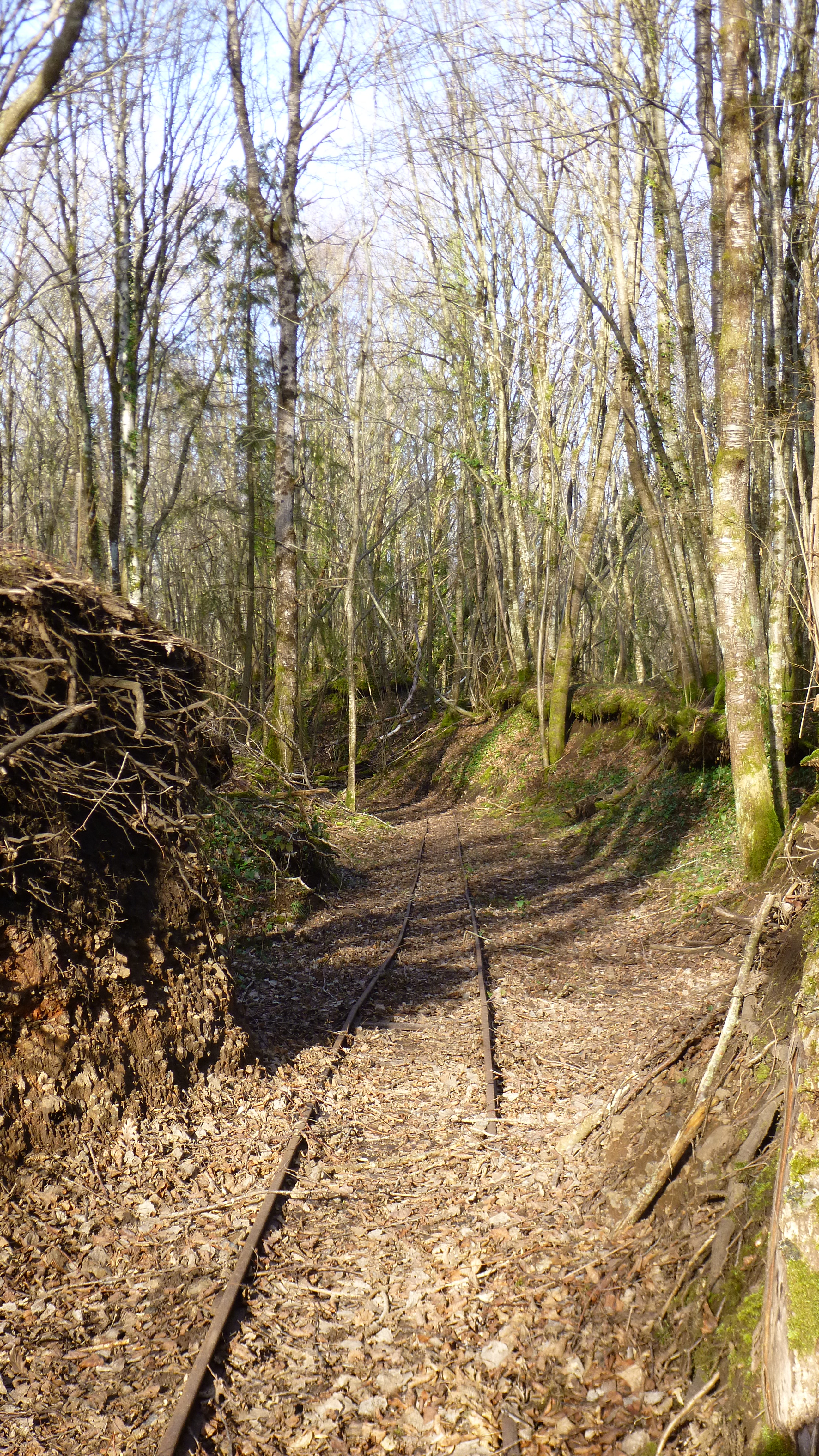
Chemin de fer en voie de 500 mm remonté à l'identique de celui d'origine.

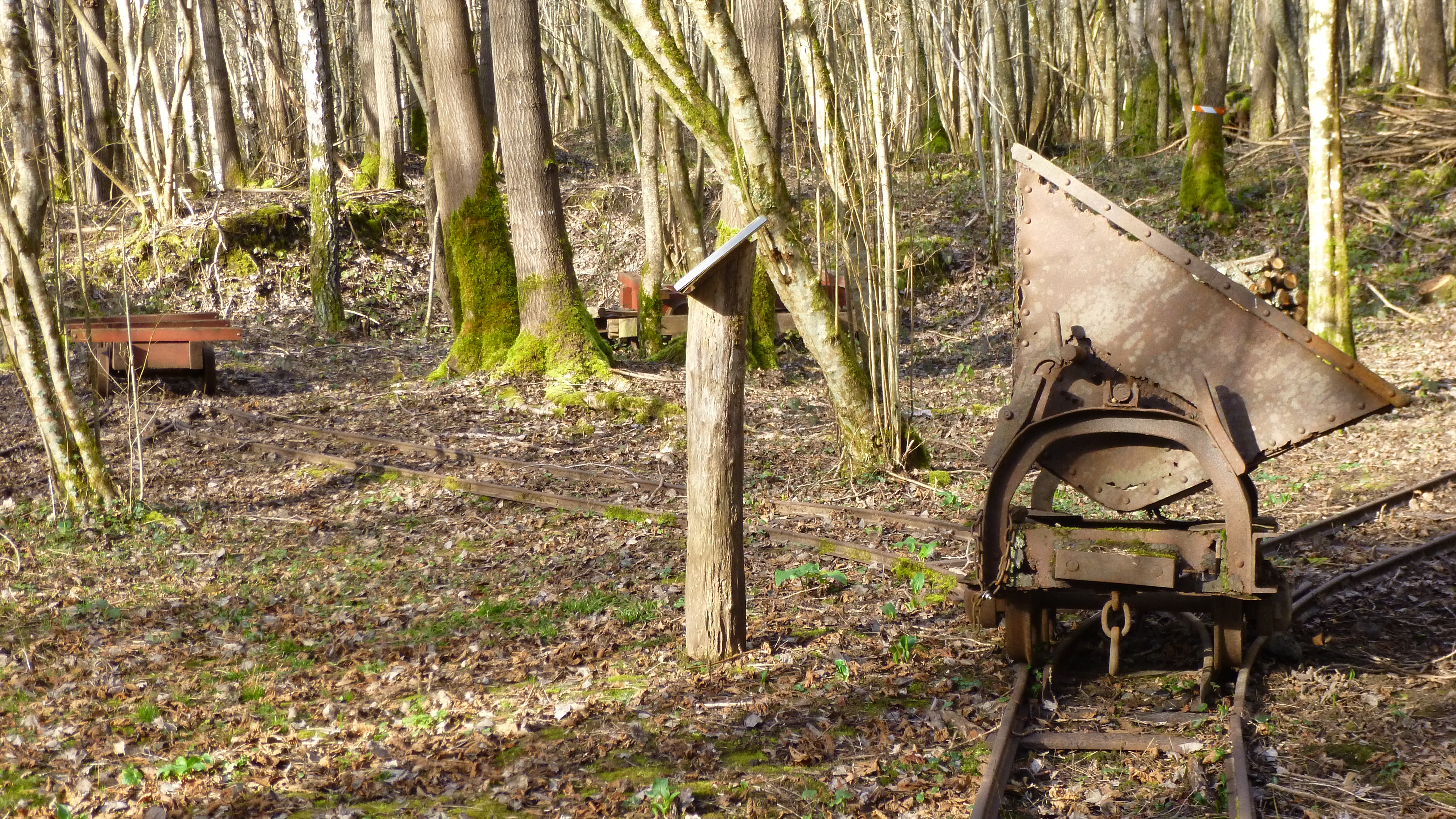
Wagonnet d'origine exposé avec une draisine près d'un aiguillage.

Pour la représentation des temps modernes, l'équipe a réinstallé et remis en service une partie du chemin de fer qui a été en service de 1912 à 1931. Elle a demandé l'aide de l’association du Petit Train de Champignelles qui a fourni la documentation nécessaire et les encouragements idoines. Ce circuit de train éducatif emprunte une partie de l’ancienne voie de chemin de fer en voie de 600 mm qui reliait le site à Villiers-Saint-Benoît, et certains des tracés en voie de 500 mm dans le ferrier. En 2009, 40 m de rails en voies de 500 mm et un aiguillage ont été installés. En 2012, le site d’exploitation du XIXe siècle a été raccordé au cœur du ferrier par 50 m de rails en voies de 500 mm ; une opération qui a incidemment mis au jour une partie de tuyère en argile et le fond d'un pot, provenant des plus anciennes couches du ferrier. Le wagonnet utilisé est d'origine (en 1931 les wagonnets avaient été remplacés par des camions). Un poste d’extraction des scories a également été recréé, avec un crible reconstruit à l’identique.
Ces efforts ont abouti à un site représentatif de l’exploitation du ferrier du XIXe siècle. Il est équipé d'un poste d’extraction des scories avec un crible reconstruit à l’identique, d'un circuit de rails avec aiguillages et wagonnet  pour amener les scories aux lieux de chargement dans des wagonnets allant à Villiers-Saint-Benoît.
Des visites guidées et des démonstrations de réduction en bas-fourneau y sont ponctuellement organisées, notamment lors des journées nationales d'archéologie mi juin et lors de la fête du ferrier le deuxième dimanche de septembre.
L'association a rédigé un livret sur l'histoire du site, disponible depuis fin 2013.